# Josef Molák

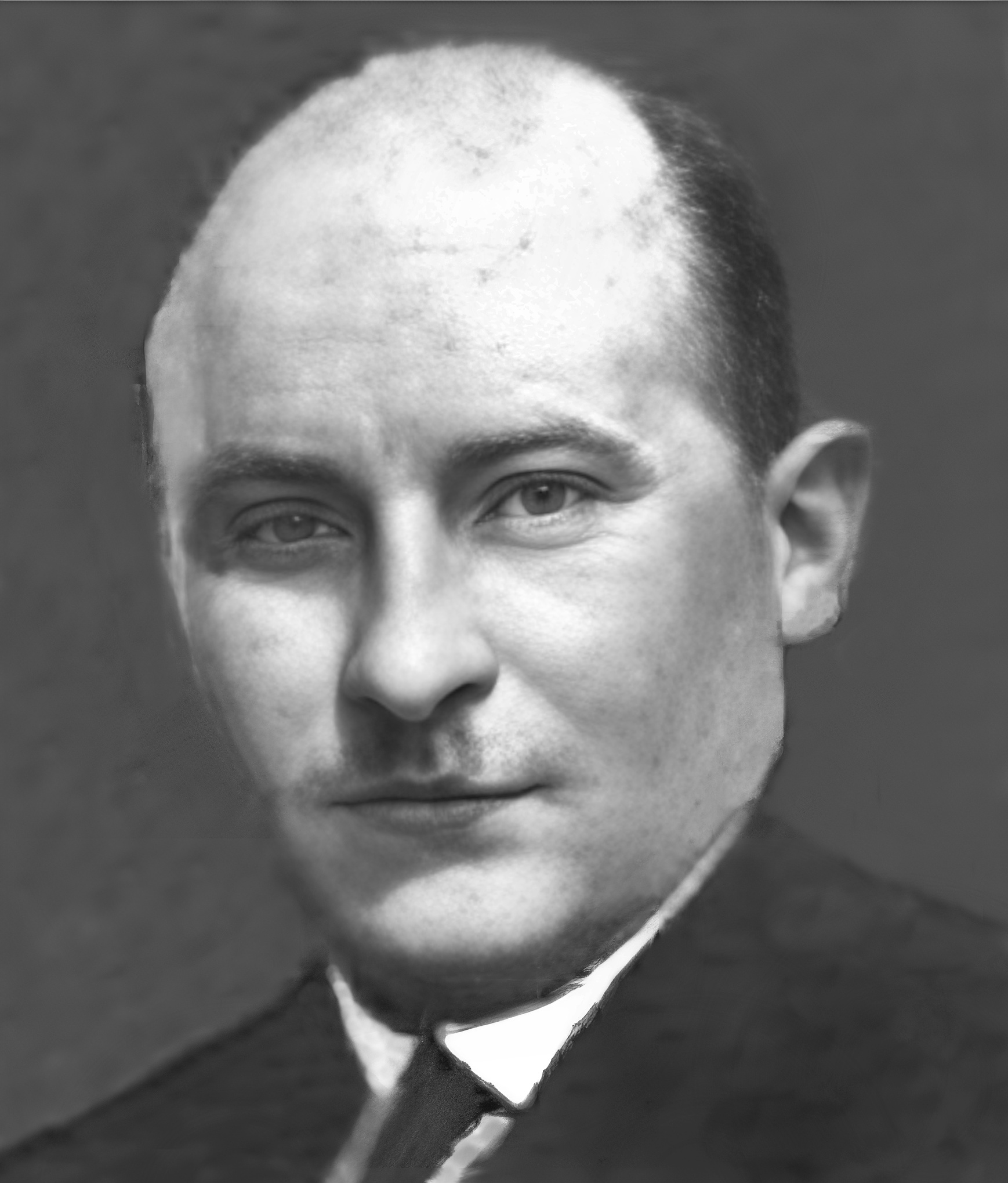
Josef Molák

Josef Molák (* 29. April 1893 in Zakowitz; † 18. August 1943 in Beroun) war ein tschechoslowakischer Politiker (KPTsch), Gewerkschafter und Widerstandskämpfer gegen die NS-Besatzung.

## Leben
Molák trat 1921 der Kommunistischen Partei der Tschechoslowakei (KPTsch) bei, in den Jahren von 1932 bis 1938 war er Sekretär der Roten Gewerkschaften (tschechisch Rudé odbory) in Most und für die KPTsch Abgeordneter im örtlichen Stadtrat. 1938/39 war er Mitarbeiter der Konsumgenossenschaft „Včela (Bratrství)“ in Prag, vom Frühjahr 1939 bis Sommer 1941 war er Lagerverwalter der Genossenschaft in Hořelice.
Seit der Besetzung des restlichen tschechoslowakischen Gebietes im März 1939 beteiligte sich Molák am Widerstand gegen die deutschen Besatzer. Im Sommer 1941 ging Molák in den Untergrund. Von 1941 bis 1943 gehörte er der II., dann der III. Illegalen Leitung der KPTsch an. Molák stand an der Spitze des kommunistischen Widerstandes in Beroun, wo er auch die illegale Zeitung Rudé právo herausgab.
Molák wurde von Jaroslav Fiala an die Gestapo verraten. Er wurde bei seiner Verhaftung erschossen.

## Ehrungen
- In Prag (Stadtteil Karlin), Rudná u Prahy, Brünn (Stadtteil Líšeň)[1] und Ostrau (Stadtteil Polanka nad Odrou)[2] ist jeweils eine Straße nach ihm benannt (ul. Molákova).
- Die Tschechoslowakische Post gab im März 1973 im Rahmen der Reihe Kämpfer gegen die faschistische Okkupation eine Sondermarke[3] zu Ehren Moláks und Ján Osohas heraus.
- Ein Gedenkstein in Beroun[4] erinnert an ihn. Darüber hinaus ist sein Name auf dem Denkmal für die Opfer des Ersten und Zweiten Weltkrieges (Opfer der Verfolgung 1939–1945) in Rudná[5] eingraviert.